# Cerithium coralium
Cerithium coralium е вид охлюв от семейство Potamididae. Възникнал е преди около 5,33 млн. години по времето на периода неоген. Видът не е застрашен от изчезване.

## Разпространение и местообитание
Разпространен е в Австралия (Западна Австралия, Куинсланд, Нов Южен Уелс и Северна територия), Бруней, Вануату, Виетнам, Гуам, Индия, Индонезия (Бали, Калимантан, Малки Зондски острови, Малуку, Папуа, Сулавеси, Суматра и Ява), Камбоджа, Китай, Малайзия, Мианмар, Микронезия, Науру, Нова Каледония, Палау, Папуа Нова Гвинея, Провинции в КНР, Сингапур, Соломонови острови, Тайван, Тайланд, Фиджи, Филипини, Хонконг, Шри Ланка и Япония (Кюшу, Рюкю и Хоншу). Временно е пребиваващ в Маршалови острови.
Обитава крайбрежията и пясъчните дъна на сладководни басейни, морета, заливи и лагуни в райони с тропически климат. Среща се на дълбочина от 0,3 до 2 m.